# 24h Bayern – Ein Tag Heimat
24h Bayern – Ein Tag Heimat (24|BY) ist eine 24-stündige Fernsehdokumentation des BR Fernsehen über Bayern und seine Bewohner. Sie berichtet in Echtzeit vom Alltag von 80 Protagonisten aus den verschiedensten Berufen, sozialen Klassen, Religionen und Ethnien, die repräsentativ sind für die Bevölkerung in Bayern. Ideengeber war BR-Intendant Ulrich Wilhelm.
Die Dreharbeiten begannen am 3. Juni 2016 um 6 Uhr und endeten am 4. Juni 2016 um 6 Uhr. Die Erstausstrahlung erfolgte am 5. und 6. Juni 2017 zwischen 6 und 6 Uhr mit Quoten über dem Senderschnitt. Für die Gesamtregie war Volker Heise verantwortlich.
Nach 24h Berlin – Ein Tag im Leben und 24h Jerusalem ist 24h Bayern das dritte Projekt von Regisseur Volker Heise und Produzent Thomas Kufus, das dieses Mal nicht nur eine Stadt, sondern ein ganzes Bundesland in den Mittelpunkt stellt.

## Produktion
24h Bayern ist als trimediales Projekt konzipiert. Kern ist die 24-stündige Fernsehausstrahlung. Ergänzt wird sie durch eine Second-Screen-Angebot auf 24hbayern.de. Bereits ab dem 19. Mai 2017 boten die Hörfunkkanäle des BR ein erweitertes Themenangebot zu 24|BY. Die Social-Media-Accounts des BR vervollständigen das Spektrum des Multi-Channel Projektes 24|BY.
Die Dokumentation beinhaltet neben den professionell erstellten Inhalten 48 Filme aus dem Bereich User Generated Content. Dieser wurde von Bürgern in Bayern parallel erstellt und über die App BR24 zum BR hochgeladen.
Die Vorbereitungen dauerten ein halbes Jahr. Zehn Autoren waren ab Januar 2016 auf der Suche nach Themen und Protagonisten. Rund 400 Personen, aufgeteilt in 110 Fahrzeuge und 104 Teams, waren an den Dreharbeiten beteiligt. Vier Editoren und vier Assistenten fassten das rund 800 Stunden umfassende Material zusammen, das 30 bis 35 Terabyte an Speicher entsprach. Beim Dreh kamen auch vier mit Kameras bestückte Hubschrauber zum Einsatz.
Die Berliner Firma zero one 24 ist für die inhaltliche Produktion von 24h Bayern verantwortlich. Die Planung und Ausführung der Dreharbeiten von 24h Bayern erfolgte durch die Münchner Firma megaherz.
Die Projektverantwortlichen beim BR waren Reinhard Scolik als Fernsehdirektor, Andreas Bönte als Projektleitung/Programmbeauftragter sowie Sonja Scheider als Redaktionsleiterin.
Volker Heise verantwortete als leitender Regisseur die Vorbereitung, die Umsetzung und den Schnitt von 24h Bayern. An den 100 Drehorten in Bayern unterstützten ihn vor Ort ebenso viele Filmteams. Zu den bekanntesten Regisseure gehörten dabei Doris Dörrie, Corinna Belz, Regina Schilling, Franz Xaver Bogner, Andres Veiel, Thomas Riedelsheimer, Jörg Adolph, Marcus H. Rosenmüller und Dominik Wessely.
Das Drehgebiet umfasste den Freistaat Bayern mit allen sieben Regierungsbezirken. Das Budget für das gesamte Projekt beträgt etwa 3,7 Millionen Euro. Das entspricht den Herstellungskosten von zwei bis drei Tatort-Folgen.